# Moritzoppia oreia
Moritzoppia oreia är en kvalsterart som beskrevs av Matthew J. Colloff och Seyd 1991. Moritzoppia oreia ingår i släktet Moritzoppia och familjen Oppiidae. Inga underarter finns listade i Catalogue of Life.